# Марко Поло
Вижте пояснителната страница за други личности с името Поло.
Ма̀рко По̀ло (на италиански: Marco Polo, [ˈmarko ˈpɔːlo]) е венециански търговец, пътешественик и изследовател. Неговите пътувания в Азия между 1271 и 1295 година са описани в съставената по спомените му книга „Пътешествия“, наричана също „Милионът“ („Livre des merveilles du monde“ или „Devisement du Monde“, около 1300 г.). Книгата представя на европейците загадъчната култура и вътрешни механизми на Изтока, включително богатството и огромните размери на Монголската империя и Китай на династията Юен, давайки им първото подробно описание на Китай, Иран, Индия, Япония и други азиатски страни и области.
Роден във Венеция, Марко Поло наследява търговската професия от баща си и чичо си – Николо и Матео Поло, които малко преди раждането му заминават на Изток и се срещат с монголския владетел Кубилай хан. Те се връщат във Венеция през 1269 година, а малко по-късно тримата отново поемат на Изток, преминавайки по Пътя на коприната и стигайки до Китай. Приети са в двора на Кубилай хан, който е впечатлен от младия Марко Поло и му възлага поредица от мисии в империята и извън нея, при които той посещава днешните Виетнам, Индия, Индонезия, Мианмар и Шри Ланка. Той прекарва на служба при владетеля 17 години, опознавайки страната по-задълбочено от всеки европеец дотогава.
Към 1291 година тримата Поло са изпратени с монголската принцеса Хохочин, която трябва да се омъжи за владетеля на Илханата в Близкия Изток. След края на мисията си, те отиват по суша до Константинопол, след което се завръщат във Венеция след 24-годишно отсъствие. Марко Поло участва със свой кораб в Курцолската война, но е заловен и прекарва известно време като пленник в Генуа – през този период той разказва за пътуванията си на друг затворник, Рустикело да Пиза, който ги описва в книгата „Пътешествия“. Марко Поло е освободен през 1299 година и до края на живота си през 1324 година развива успешна търговска дейност във Венеция, има съпруга и три деца.
Макар да не е първият европеец, достигнал до Китай, Марко Поло е първият, изучил някои части на Азия и оставил подробно описание на наблюденията си. Неговите свидетелства за Изтока дават на Европа сравнително ясна картина на тамошните география и нрави. Те съдържат и първите западни писмени сведения за порцелана, каменните въглища, барута, книжните пари и някои растения и животни. Книгата вдъхновява Христофор Колумб и много други пътешественици и оказва влияние върху европейската картография до Картата на Фра Мауро.

## Биография

### Родно място, произход и прякор
Марко Поло е роден около 1254 година във Венеция, центърът на Венецианската република. Баща му, Николо Поло, оставя майка му бременна във Венеция и заминава за Леванта със своя брат Матео Поло. Тяхното връщане в Италия, за да „отидат във Венеция и да посетят дома си“ е описано в „Пътешествия“ така:
Те тръгнали от Акра и отишли в Негропонт, а от Негропонт продължили пътуването си до Венеция. При пристигането си там господин Никола научил, че съпругата му е мъртва и че е оставила син на петнадесет години на име Марко.
Първият известен предшественик на Марко Поло е негов прачичо от Венеция, също носещ името Марко Поло, който през 1168 година взима назаем пари и командва кораб в Константинопол. Дядото на Марко, Андреа Поло от енорията на „Сан Феличе“ във Венеция, има трима сина – Марко, Матео и Николо, бащата на Марко Поло. Според някои стари венециански източници предците на Марко Поло са с далечен далматински произход. Генеалогията на Марко Поло и мястото му на раждане се оспорват от някои хърватски историци, според които той може да е роден в Константинопол или на остров Корчула.
Марко Поло е споменаван в архивите на Венецианската република най-често като „Марко Поло от енорията „Свети Йоан Хризостом“ („Marco Paulo de confinio Sancti Iohannis Grisostomi“). В същото време, докато е жив, той е известен и с прозвището „Милиона“ („Milione“) – така първоначалното италианско заглавие на книгата му е „Книга на Марко Поло, наричан Милиона“ („Il libro di Marco Polo detto il Milione“). Според географа от XVI век Джовани Батиста Рамузио съгражданите му започват да го наричат „господин Марко Милиони“ („Messer Marco Milioni“), заради разказите му как богатството на Кубилай хан се измерва в милиони. По-късни автори, като филологът от XIX век Луиджи Фосколо Бенедето, оспорват тази хипотеза, тъй като бащата на Марко Поло също е наричан „Милиона“ – според тях името е съкратена форма на „Емилионе“, използвано за разграничаване на фамилията на Николо и Марко от другите клонове на рода Поло.

### Младежки години и пътуване в Азия

#### Пътешествие на Николо и Матео Поло 1254 – 1269
Баща му Николо Поло, търговец, търгува с Близкия изток, става богат и постига голям престиж. Заедно с брат си Матео Поло напуска Венеция около 1254 г., годината на раждането на Марко, и след шестгодишно пребиваване в Константинопол с търговска цел се отправя към Крим, а след това около 1261 г. достигат река Волга. От там братята пътуват на югоизток през земите на Златната Орда, пресичат задкаспийските степи, а след това и платото Устюрт и достигат земите на Хорезъм. По-нататъшният им път преминава на югоизток по течението на река Амударя до долното течение на река Зарафшан и нагоре по нея до Бухара. Там те срещат завоевателя на Иран, илхана (наместник) Хулагу и заедно с него продължават към столицата на великия хан. С неговата свита те пътуват цяла година на север и североизток. По долината на Зарафшан се изкачват до Самарканд, преминават в долината на река Сърдаря и по нея се спускат до град Отрар. От там пътят им продължава покрай северните части на Западен Тяншан до река Или. Продължават на изток покрай северните склонове на Източен Тяншан и достигат до оазиса Хами, важен пункт по „Пътя на коприната“ от Китай за Средна Азия. От Хами братята завиват на юг по долината на река Сулехъ, а след това на изток и достигат столицата на великия монголски хан Кубилай, който им оказва радушен прием.
Почти нищо не се знае за детството на Марко Поло, докато не става на петнадесет години, с изключение, че вероятно е прекарал част от детството си във Венеция. В същото време майката на Марко Поло умира и леля му и чичо му го отглеждат. Получава добро образование.
През 1269 г. Николо и Матео се завръщат в семействата си във Венеция с богати дарове, където за първи път се срещат с младия Марко. През 1271 г., по време на управлението на дож Лоренцо Тиеполо, Марко Поло (на седемнадесет години), баща му и чичо му тръгват за Азия след поредица от приключения, които по-късно Марко документира в книгата си. Връщат се във Венеция през 1295 г., 24 години по-късно, с много богатства и съкровища. Пътуват почти 24 000 km.

#### Пътешествие до Китай и обратно 1271 – 1295

##### Пътуване от Венеция до Пекин 1271 – 1272
През 1271 г., те извършват пътешествие в Азия като търговци и посланици за втори път, заедно с вече 17-годишния Марко, и преживяват там доста години. Тръгвайки от Акра в Палестина през есента на 1271, те достигат на север залива Искендерун, след това пресичат Мала Азия и Арменската планинска земя, завиват на юг, в Кюрдистан, и по река Тигър се спускат до Басра. След това се насочват на север към Тебриз, а след това пресичат в югоизточно направление Иран през Керман до Ормуз, разчитайки да се доберат до Китай по море през Индия. Корабите в Ормуз обаче им се виждат много ненадеждни и те се връщат в Керман, като извършват тежък преход през пустинята Деще Лут до град Кайен. От там през Херат се добират до Балх, продължават на изток покрай южните склонове на Хиндукуш и достигат до полите на Памир. Завиват на североизток и се спускат в оазиса Кашгар, а след това заобикалят от юг пустинята Такламакан, движейки се покрай северозападните части на Тибет, от оазис до оазис до долното течение на река Черчен. По нататъшният им път преминава през пустинята Кумтаг, достига до река Сулехъ, а от там до град Ганчжоу, където по неизяснени причини преживяват цяла година. От Ганчжоу венецианците пътуват на югоизток до град Синин, а след това по течението на река Хуанхъ и степната област през 1275 г. пристигат в столицата на Великия монголски хан Ханбалик (Пекин).

##### Пребиваване в Китай 1275 – 1292
В Китай Марко Поло бързо научава китайски, тюркски и монголски език. Императорът много го обича и започва да го изпраща на различни мисии като свой специален пратеник. За разлика от другите чиновници, той умее да забелязва детайлите в различните традиции и разнообразието в бита и ежедневието на местните хора и след като се връща при императора, му разказва всичко, което е видял по време на пътуването. Затова императорът все повече предпочита да го изпраща на мисии, за да събере необходимата информация. В резултат на това, Марко Поло получава все по-важни задачи, а императорът все повече се нуждае от услугите му.
Марко Поло живее в Китай общо 17 години. Той е изпращан със задачи на много места, дори от името на императора посещава страните в Южна Азия. Освен това три години работи и като местен управител в град Ян Джоу, провинция Дзян Су.

##### Завръщане в родината 1292 – 1295
Времето минава и тримата европейци започват да тъгуват за дома. Те нееднократно молят императора да ги освободи, но императорът има нужда от тях и не ги пуска. През 1292 г. на тримата венецианци е заповядано да придружават две принцеси – китайска и монголска до Персия, които ще се омъжат за илхана в столицата Тебриз. По вода минават край полуостров Индокитай, островите Ява, Суматра и Цейлон и през 1294 г. достигат Персия, където благополучно предават принцесите на жениха. От там през Армения и Трапезунд през 1295 г. се прибират във Венеция след 24-годишно отсъствие.

### Генуезки плен и последни години
Прибирането им изненадва хората във Венеция, защото след като изчезват за 24 години, хората вече не смятат, че са живи. Марко Поло е напуснал родния си град едва на 17 години, а се прибира като 40-годишен мъж. Виждайки донесените от тях бижута и коприна, венецианците започват да го наричат „Милионера Марко“. Той се чувства чужд в своя град и през 1296 г. отново се отправя в търговско плаване.
Едва излязъл в морето, галерата на Поло е нападната от генуезците (по това време Венеция и Генуа водят война за морско надмощие), Марко попада в плен и е затворен в Генуа до 1299 г. Въпреки че е пленник, хората идват при него, за да чуят за необикновения му живот в Китай. В затвора има един затворник Рустикело да Пиза (Рустичано или Рустичело), който умее да пише и записва всичко, което му разказва Марко Поло. По-късно издава „Пътешествията на Марко Поло“ или „Милионът“, която става световноизвестна книга. В книгата си Марко Поло подробно разказва за китайските градове, като Янджоу, Суджоу, Ханджоу и др., както и за разцвета и цивилизацията на Китай.
След издаването на книгата през 1299 Марко Поло е освободен и се връща във Венеция, където продължава да се занимава с търговия до края на живота си. Умира на 8 януари 1324 година в родния си град.
От там нататък контактите между Китай, европейските и арабските страни зачестяват още повече, а Марко Поло става символ на дружбата и контактите между Китай и Европа.

## „Милионът“

### Автентичност и достоверност
Няма потвърждение за пътешествията на Марко Поло различни от тези, споменати в книгата за него. Според редица анализи на съвременни учени, историята е по-скоро легенда, отколкото реалност. Ян Джоу, градът, в който е бил губернатор не пази никакви исторически сведения за пребиваването му там, нещо изключително нетипично за китайската практика в този аспект, където е традиция по-известните хора от града, включително неговия губернатор да намират място в архивите му. Самият автор на книгата за неговите пътешествия се е изхранвал от продажба на романи, което още повече подкрепя тезата за легендарния характер на историите в нея.
В книгата има и множество фактологични разминавания, като например, че според историята Марко Поло е сложил край на обсадата на Тян Гян, а в китайските източници това са направили персийците, а освен това е приключила 2 години преди самият Поло да стигне до Китай. В допълнение Марко Поло не споменава в своя разказ редица подробности, които биха направили огромно впечатление на всеки посетил Китай по онова време – пръчиците за хранене, чая, Великата китайска стена и т.н.

## Наследство
Неговото име носи хребет Марко Поло (Бокалъктаг, 36° с.ш., 91°-96° и.д.) в планината Кунлун в Китай, както и вид планински овен от този район. През 1851 г. корабът „Марко Поло“, наречен така в името на изследователя, става първият кораб, обиколил света за по-малко от 6 месеца. Летището във Венеция също носи неговото име. Телевизионният сериал „Марко Поло“ от 1982 година става носител на награда Еми.